# Smittoidea evelinae
Smittoidea evelinae är en mossdjursart som först beskrevs av Ernst Marcus 1937.  Smittoidea evelinae ingår i släktet Smittoidea och familjen Smittinidae. Inga underarter finns listade i Catalogue of Life.